# Bihoreau superbe
Oroanassa magnifica
Genre
Espèce
Répartition géographique
Synonymes
- Gorsachius magnificus

Statut de conservation UICN

 EN C2a(i) : En danger
Le Bihoreau superbe (Oroanassa magnifica, anciennement Gorsachius magnificus) est une espèce d'oiseaux de la famille des ardéidés qu’on retrouve en Chine et au Viêt Nam. C'est la seule espèce du genre Oroanassa.

## Répartition
Le Bihoreau occupe une aire restreinte dans le Sud de la Chine et dans le Nord du Viêt Nam. La taille de la population est estimée à moins de 1000 individus.

## Habitat
Il fréquente les cours d’eau et les marais des forêts primaires. On le rencontre aussi dans les forêts dégradées lorsque les forêts primaires ne sont plus disponibles.

## Nidification
Il niche au sommet des arbres, entre 4 et 10 mètres du sol.

## Menaces
La chasse et la destruction de son habitat par la déforestation sont les principales causes du déclin du Bihoreau superbe. À un moindre degré, la construction de réservoirs, les activités minières, le tourisme et les lignes à haute tension présentent aussi une menace pour cet oiseau.